# 阿西娅·杰巴尔
法蒂玛-祖赫·伊玛莱恩（Fatima-Zohra Imalayen，1936年6月30日—2015年2月6日），筆名阿西娅·杰巴尔（阿拉伯语：‎，羅馬化：Assia Djebar），是一名阿爾及利亞小說家、翻譯家和電影製片人。她的大部分作品涉及婦女面臨的障礙，並因其女性主義立場而受到關注。「她經常與婦女寫作運動聯繫在一起，她的小說明顯側重於創建阿爾及利亞婦女的譜系，她的政治立場是激烈的反父權主義，就像反殖民主義一樣。」。杰巴尔被認為是北非最傑出和最有影響力的作家之一。2005年6月16日，她被選為法蘭西學術院院士，是馬格里布地區第一位獲得該認可的作家。由於她的全部作品，她被授予1996年紐斯塔特國際文學獎。她經常被提名為諾貝爾文學獎的競爭者